# Gruppo Maggioli
Il Gruppo Maggioli è un'azienda italiana che opera nell'editoria, nella formazione, nella consulenza e nel supporto operativo a enti locali, pubbliche amministrazioni, aziende private e   liberi professionisti.
La sede centrale del Gruppo si trova a Santarcangelo di Romagna (RN), con filiali a Milano, Roma, Bologna e sedi estere a Bruxelles (Belgio) e Tirana (Albania).

## Storia
Fondata ai primi del Novecento per realizzare pale in legno per mulini, dal 1940 si è specializzata nella produzione di beni per la pubblica amministrazione (principalmente arredi scolastici e mobili per ufficio). Dopo qualche anno il gruppo è entrato nel settore della stampa (modulistica) e successivamente dell'editoria.
Opera in diversi settori dell'editoria specializzata realizzando anche servizi online, software gestionali e fornendo consulenze per il settore pubblico; il gruppo offre anche servizi di riscossione per gli enti locali e tecnologie per la rilevazione automatica delle violazioni al codice della strada.
Dopo aver effettuato nel 2016 la prima acquisizione in Spagna (Galileo con sede nelle Canarie, azienda specializzata nella gestione del catasto) e novembre 2018 la seconda acquisizione (Infapli, con sede a Getafe, Madrid, specializzata in software e soluzioni in cloud), nel giugno 2019 rileva un competitor diretto, Atm, con sede a Madrid.